# Standart (schip, 1896)
Het Russische keizerlijke jacht Standart (Russisch: Штандартъ, transliteratie: Sjtandart) is een voormalig jacht van de Russische keizerlijke familie. Het is met name bekend als het favoriete jacht van de laatste tsaar van Rusland, Nicolaas II, en zijn gezin. Het jacht was indertijd (eind 19de eeuw / begin 20ste eeuw) het grootste, meest luxueuze en technisch meest geavanceerde statiejacht ter wereld.
Na de Februarirevolutie werd het schip de status als keizerlijk jacht ontnomen. Uiteindelijk, na de Oktoberrevolutie, werd het aan de nieuwgevormde Marine van de Sovjet-Unie overgedragen. In eerste instantie werd het schip hernoemd tot 18 marta (18e maart - de dag van de Commune van Parijs). Het schip werd in april 1918 uit de vaart genomen en uiteindelijk in een droogdok geplaatst, waar het bleef liggen tot de jaren 1930, alvorens het tussen 1933 en 1936 in opdracht van Stalin op de Martiwerf in Leningrad werd verbouwd tot mijnenlegger. Het schip werd daarop weer in de vaart genomen onder de nieuwe naam Marti (vernoemd naar de Franse communist André Marty).
Tijdens de Tweede Wereldoorlog werd het schip ingezet op de Oostzee voor het leggen van mijnen en het bombarderen van Duitse posities aan de kust. Het schip raakte beschadigd door een luchtaanval op Kronstadt op 23 september 1941, maar werd vervolgens gerepareerd waarna het operationeel bleef tijdens de oorlog. Na de oorlog werd de Marti verbouwd tot opleidingsschip, vanaf 1957 onder de naam Oka. 
In 1961 werd het schip ingezet als drijvend doelwit voor raketoefeningen, waarna het in 1963 uiteindelijk werd gesloopt op een scheepswerf in Tallinn (Estse SSR).

## Geschiedenis

### Constructie
De Russische Keizerlijke Marine plaatste in juni 1893 bij de Burmeister & Wain werf te Kopenhagen, Denemarken de opdracht voor de bouw van een bevoorradingsschip voor de Baltische Vloot. Op 01 oktober 1893, tijdens een privébezoek van de Russische keizerlijke familie aan Denemarken, werd de eerste klinknagel voor de kiel geslagen door tsaar Alexander III. In november 1893 echter besloot deze dat het nog te bouwen schip een nieuw keizerlijk jacht diende te worden. Ogenblikkelijk werd de bouw stilgelegd en gedurende een periode van ongeveer zes maanden werd het hele schip opnieuw ontworpen. Uiteindelijk kon eind november 1893 de bouw weer voortgezet worden.
Tijdens de bouw werden kosten noch moeite gespaard; de romp werd vervaardigd uit hoogwaardig 17 mm dik Schots staal, de dekhuizen werden gemaakt van teak en mahoniehout en het interieur kenmerkte zich door een schakering van de meest edele houtsoorten (mahonie-, kersen-, peren-, essen- en berkenhout). Op uitdrukkelijk verzoek van de tsaar werd in het interieur of aan dek geen gebruik gemaakt van goud als decoratief materiaal. Het gebruik van goud werd alleen toegestaan voor de exterieurdecoraties, zoals het boegbeeld, de decoraties op de spiegel en de rondom doorlopende rompversiering boven en onder de ramen van het salondek.
Het schip was uitgerust met een uitgebreide elektrische installatie; meer dan 1.070 lampen in de appartementen, suites, hutten en andere vertrekken van het schip werden door twee kleinere stoommachines, met daaraan gekoppelde generatoren, via een netwerk van 33 km bekabeling voorzien van stroom. Navigatieverlichting was dubbel uitgevoerd zodat bij eventueel niet werkende verlichting automatisch de reserveverlichting werd aangeschakeld; op de brug werd in deze situatie een melding ontvangen op een paneel, dat aangaf op welke locatie de verlichting niet goed werkte.
Toen Alexander III in oktober 1894 plotseling overleed, werd bij de verdere bouw van de Standart rekening gehouden met het jonge gezin van de nieuwe tsaar, Nicolaas II. Met name de indeling van de keizerlijke suites werd aangepast; op het bovendek werd ruimte gemaakt voor een koestal, zodat er altijd verse melk aan boord was.
Op verzoek van Nicolaas II werd het jacht te water gelaten op de verjaardag van zijn vader, 10 maart 1895. Dit verzoek plaatste de werf voor een groot probleem, want door de strenge winter van 1894/1895 was de haven van Kopenhagen dichtgevroren met een dik pak ijs. In de dagen voor de tewaterlating werd door honderden arbeiders een kanaal van zo'n 40 meter breed en 250 meter lang uit het ijs gezaagd, teneinde aan de wens van de tsaar tegemoet te komen. Alleen met de grootste moeite kon de verzekeringsmaatschappij overtuigd worden haar goedkeuring te geven aan de tewaterlating. Uiteindelijk werd de Standart, in aanwezigheid van de Deense koninklijke familie, Russische hoogwaardigheidsbekleders en verdere genodigden, te water gelaten in overeenstemming met de wens van de jonge tsaar.
De verdere bouw van de Standart verliep voorspoedig; teneinde de contractueel afgesproken leverdatum te kunnen halen waren vanaf ongeveer midden 1895 tot midden 1896 meer dan 1.500 timmerlieden te werk gesteld, die werden gerekruteerd uit onder andere Zweden, Duitsland en het Verenigd Koninkrijk. De totale bouwkosten bedroegen 4 miljoen roebel wat een equivalente waarde van 500 miljoen euro is in 2022.

### Keizerlijk Jacht
Begin september 1896 werden, in aanwezigheid van vertegenwoordigers van de Russisch keizerlijke marine, de proefvaarten met Standart uitgevoerd teneinde te kunnen verifiëren dat het schip voldeed aan de specificaties en eisen zoals contractueel overeengekomen.
Het jacht bleek een hogere snelheid te kunnen ontwikkelen (bijna 22 knopen in plaats van de vereiste 20 knopen), had een lager verbruik en toonde zich enorm zeewaardig. De bereikte metacentrische hoogte verschafte het jacht een grote stabiliteit gekoppeld aan een voor haar passagiers comfortabel gedrag op zee.
Bij de laatste proefvaart besloot Nicolaas II onaangekondigd en onverwachts kennis te maken met zijn nieuwe jacht en gedurende de vaart van Kopenhagen naar Skagen en retour naar Kopenhagen werd een gemiddelde snelheid van 21,75 knopen gemeten. De overgeleverde dagboekaantekeningen van de jonge tsaar getuigen van zijn bewondering en enthousiasme voor het nieuwe jacht. Verschillende medewerkers van Burmeister & Wain ontvingen hoge Russische onderscheidingen en de werf werd daarnaast rijkelijk gecompenseerd voor de verliezen die waren geleden als gevolg van bijkomende eisen, de vertragingen tijdens de bouw en speciale voorzieningen die de werf moest maken om de bouw van het schip uit te kunnen voeren in overeenstemming met de strikte eisen van de Russische Keizerlijke Marine.

## Varia
- De latere koning Edward VII van het Verenigd Koninkrijk was als kroonprins zo onder de indruk van de Standart, dat hij de Admiraliteit de opdracht gaf de tekeningen van Standart op te vragen bij Burmeister & Wain. Aan de hand daarvan werd het nieuwe Engelse koninklijke jacht, de Victoria & Albert III, ontworpen. Dit verklaart de grote fysieke overeenkomst tussen de beide jachten. Victoria & Albert III was technisch gezien een minder geslaagd ontwerp; het jacht was feitelijk niet zeewaardig en kapseisde bij de tewaterlating.
- De naam Standart (de Russische benaming voor de persoonlijke vlag van de tsaar) is afgeleid van het Nederlandse woord standaard. Na het bezoek van tsaar Peter de Grote aan Nederland en de praktische ervaring die hij opdeed in de scheepsbouw, werden meerdere Nederlandse scheepstermen in de Russische taal opgenomen. Tijdschrift voor Nederlandse Taal- en Letterkunde. Jaargang 30 (1911)
- De Duitse keizer Wilhelm II stak zijn afgunst jegens de Standart niet onder stoelen of banken. Al relatief snel na de aflevering van de Standart liet Wilhelm II aan Nicolaas weten dat Standart een passend geschenk zou zijn. Nicolaas heeft in onder andere brieven aan zijn moeder de brutaliteit van de Duitse keizer bekritiseerd. Wilhelm II mocht echter zelf niet echt klagen; hij had de beschikking over het Duitse keizerlijke jacht Hohenzollern.
- Het befaamde juweliershuis Fabergé creëerde in opdracht van Nicolaas II voor Pasen 1909 als geschenk voor zijn vrouw tsarina Alexandra Fjodorovna het Standart-ei. In het ei (gemaakt van bergkristal) bevindt zich een tot in detail uitgevoerd model van het keizerlijke jacht Standart. Het ei is onderdeel van de collectie van het Arsenaalmuseum van het Kremlin.